# Johnny Bothwell

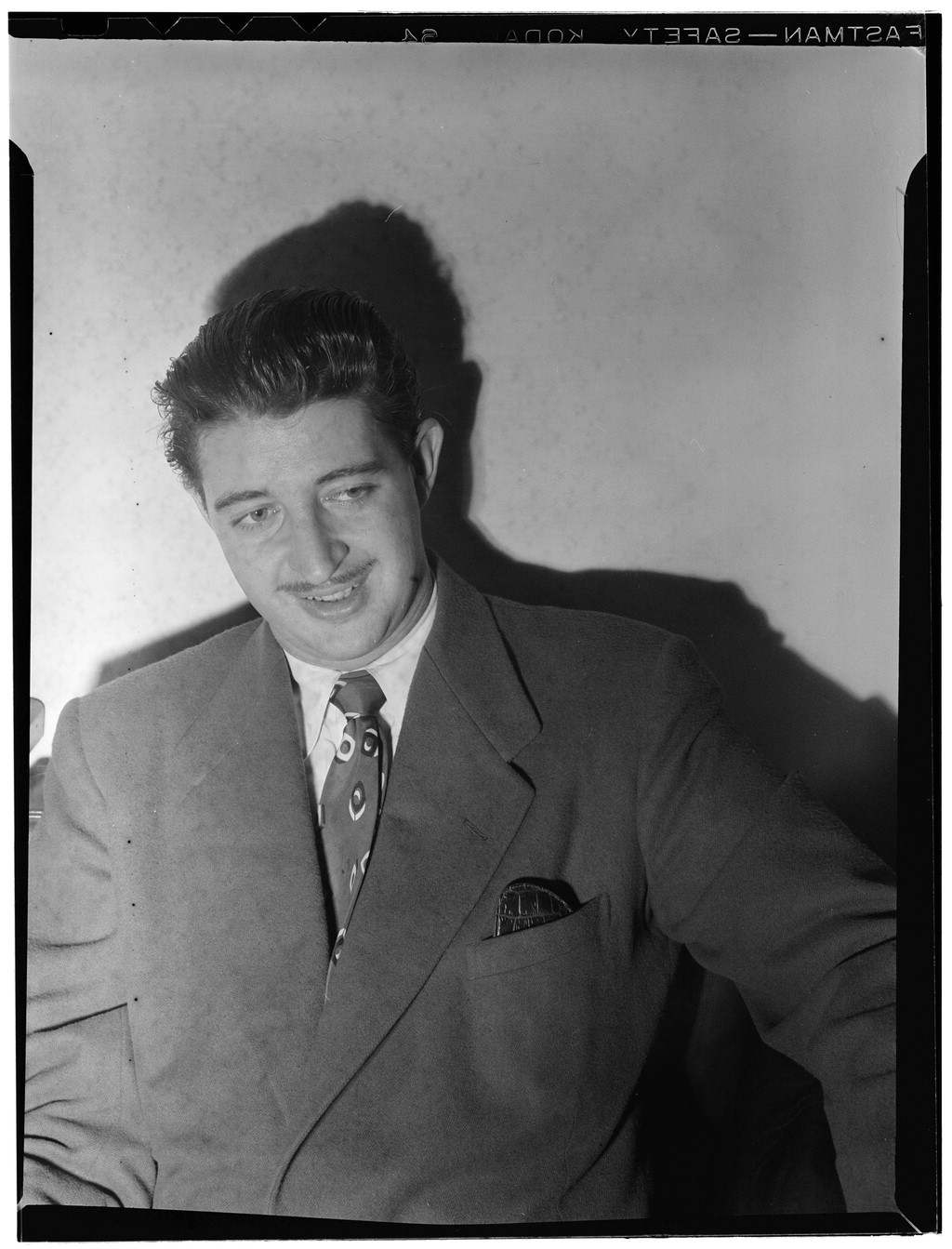
Johnny Bothwell. Fotografie von William P. Gottlieb

Johnny Bothwell  (* 23. Mai 1919 in Gary, Indiana; † 12. September 1995 in Lakeland, Florida) war ein US-amerikanischer Jazz-Altsaxophonist und Bandleader.
Johnny Bothwell war von Johnny Hodges beeinflusst, spielte 1940 in Chicago und ging dann nach New York City, um in den Bands von Woody Herman (1943) und Sonny Dunham (1944–1946) zu spielen. Er war dann 1944/45 einer der Hauptsolisten in den Formationen von Boyd Raeburn und spielte 1945 bei Gene Krupa. Zwischen 1945 und  1949 hatte er eigene Formationen und ein Engagement im Chicagoer Tin Pan Alley Club, außerdem in New York und Boston. In seiner Band spielten unter anderem Joe Maini, Eddie Shu und Frank Isola. Bothwell wirkte auch an Aufnahmen von Oscar Pettiford mit. Nach 1949 zog er nach Miami, wo er einige Bands leitete, aber selbst nicht mehr spielte.

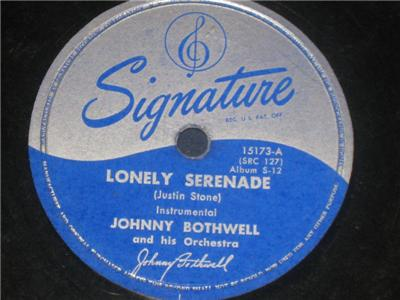
78er „Lonely Serenade“
von Johnny Bothwell and His Orchestra auf Signature Records